# Пентала, Харикришна
Пентала Харикришна (англ. Pentala или Pendyala Harikrishna, телугу పెండ్యాల హరికృష్ణ; 10 мая 1986, штат Андхра-Прадеш, Индия) — индийский шахматист, гроссмейстер (2001).
Чемпион мира среди мальчиков до 10 лет (1996). Чемпион Азии среди мальчиков до 14 лет (2000). Чемпион Содружества (2001). Чемпион мира среди юношей (2004). Чемпион Индии (2004). В составе национальной сборной участник 6-и Олимпиад (2000–2010). Чемпион Азии (2011). Победитель Pokerstars International Open 2015.

## Изменения рейтинга
| График не отображается по техническим причинам. Чтобы исправить это, воспроизведите график в новом формате, если это возможно. |